# Michel Cartry
Michel Cartry, född 22 september 1931 i Enghien-les-Bains, död 18 augusti 2008 i Paris, var en fransk religionsantropolog och afrikakännare. Han var verksam vid Centre national de la recherche scientifique (CNRS) och École pratique des Hautes Études (EPHE). Cartry tillhörde en inofficiell samling av fyra kommunistiska filosofer tillsammans med Alfred Adler,  Pierre Clastres och Lucien Sebag.
Cartry studerade vid Lycée Condorcet och senare vid Sorbonne, där han följde Claude Lévi-Strauss och Georges Balandiers seminarier. År 1962 reste Cartry till Övre Volta för att där studera religiösa riter och spådom bland ursprungsbefolkningen.